# النور عزیز
النور عزیز (به انگلیسی: Dear Eleanor) فیلمی محصول سال ۲۰۱۶ و به کارگردانی کوین کانلی است. در این فیلم بازیگرانی همچون ایزابل فورمن، لیانا لیبراتو، جسیکا آلبا، جاش لوکاس، آیونی اسکای، لوک ویلسون، پاتریک شوارتزنگر، جوئل کورتنی، پل جوهانسون و کلر ون در بوم ایفای نقش کرده‌اند.